# Helena Casas
Helena Casas (nascida em 24 de julho de 1988 em Vila-seca na Catalunha) é uma corredora ciclista espanhola. Especializada nas provas de sprint em pista, tem representado a Espanha nos Jogos Olímpicos de 2016 no Rio.

## Palmarés em pista

### Jogos Olímpicos
- Rio 2016
  -     - 7.º da velocidade por equipas (com Tania Calvo)

  - 17.º do keirin
  - 26.º da velocidade individual

### Campeonatos mundiais
- Pruszków 2009
  - 20.º dos 500 metros
- Ballerup 2010
  - 19.º dos 500 metros
  - 26.º da velocidade
- Apeldoorn 2011
  - 10.º da velocidade por equipas (com Tania Calvo)
- Melbourne 2012
  -     - 7.º do scratch
    - 9.º da velocidade por equipas (com Tania Calvo)
- Minsk 2013
  -     - 7.º da velocidade por equipas (com Tania Calvo)
    - 9.º do keirin

  - Eliminada em decimosexta de final da velocidade
- Cali 2014
  -     - 6.º da velocidade por equipas (com Tania Calvo)

  - Eliminada em decimosexta de final da velocidade
  - Eliminada às repescas do keirin
- Saint-Quentin-en-Yvelines 2015
  -     - 7.º da velocidade por equipas (com Tania Calvo)

  - Eliminada em decimosexta de final da velocidade
- Londres 2016
  -     - 8.º da velocidade por equipas (com Tania Calvo)

  - 28.º da velocidade
- Hong Kong 2017
  -     - 7.º da velocidade por equipas[1]

  - 13.º do keirin[2]
  - 14.º dos 500 metros[3]
  - 27.º da velocidade individual (eliminada em 1/16.º de final)[4]
- Apeldoorn 2018
  -     - 9.º da velocidade por equipas[5]

  - 10.º do keirin[6]
  - 13.º dos 500 metros[7]
- Pruszków 2019
  -     - 9.º da velocidade por equipa[8]

  - 16.º dos 500 metros
  - 19.º do keirin (eliminada à primeira volta)[9]

### Copa do mundo
- 2016-2017
  -     - 1.ª da velocidade por equipas em Glasgow (com Tania Calvo)
    - 1.ª da velocidade por equipas em Apeldoorn (com Tania Calvo)

  - 3.º da velocidade por equipas em Cali
- 2019-2020
  - 2.º do keirin em Milton

### Campeonato Europeu
| Edição / Prova                 | Keirin | Velocidade individual | Velocidade por equipas | Omnium sprint |
| 2008                           |        |                       |                        | Bronze        |
| Saint-Quentin-en-Yvelines 2016 | 4.º    | 6.º                   | Prata                  |               |

### Campeonatos nacionais
- Campeã da Espanha dos 500 metros em 2007, 2008, 2009, 2010 e 2017
- Campeã da Espanha do keirin em 2009, 2010, 2011, 2012, 2013, 2016, 2018 e 2019
- Campeã da Espanha de velocidade em 2007, 2008, 2009, 2010, 2012, 2013, 2014, 2016 e 2017
- Campeã da Espanha de velocidade por equipas em 2010, 2018 e 2019